# 鹿志村篤臣
鹿志村 篤臣（かしむら あつし、1964年1月28日 - ）は、日本の俳優、声優、ナレーター。東京都出身。武蔵野音楽大学声楽科卒業。血液型はO型。身長171cm。ヴォーカル所属。
趣味は、熱帯魚、読書、旅行。
特技は。料理。

## 出演作品

### 吹き替え
- ザ・ウィグルス（ジェフ・ファット）

## 舞台・ミュージカル
- ミュージカル坂本龍馬（1989年新撰組・水平・長州の侍役、1991年長州藩士・海援隊士役）[1]
- THE WIGGLES／TITANIC THE musical[2]
- アニー[3]
- イシマツ 踊る東海道
- アパートの鍵貸します
- 魔笛
- ごんぎつね
- ファンタスティックス
- ホフマン物語
- リトル・ナイト・ミュージック